# Nyankende
Nyankende è una circoscrizione rurale (rural ward) della Tanzania situata nel distretto rurale di Kahama, regione di Shinyanga. Conta una popolazione di 14 515 abitanti (censimento 2012).